# Vale de Timna

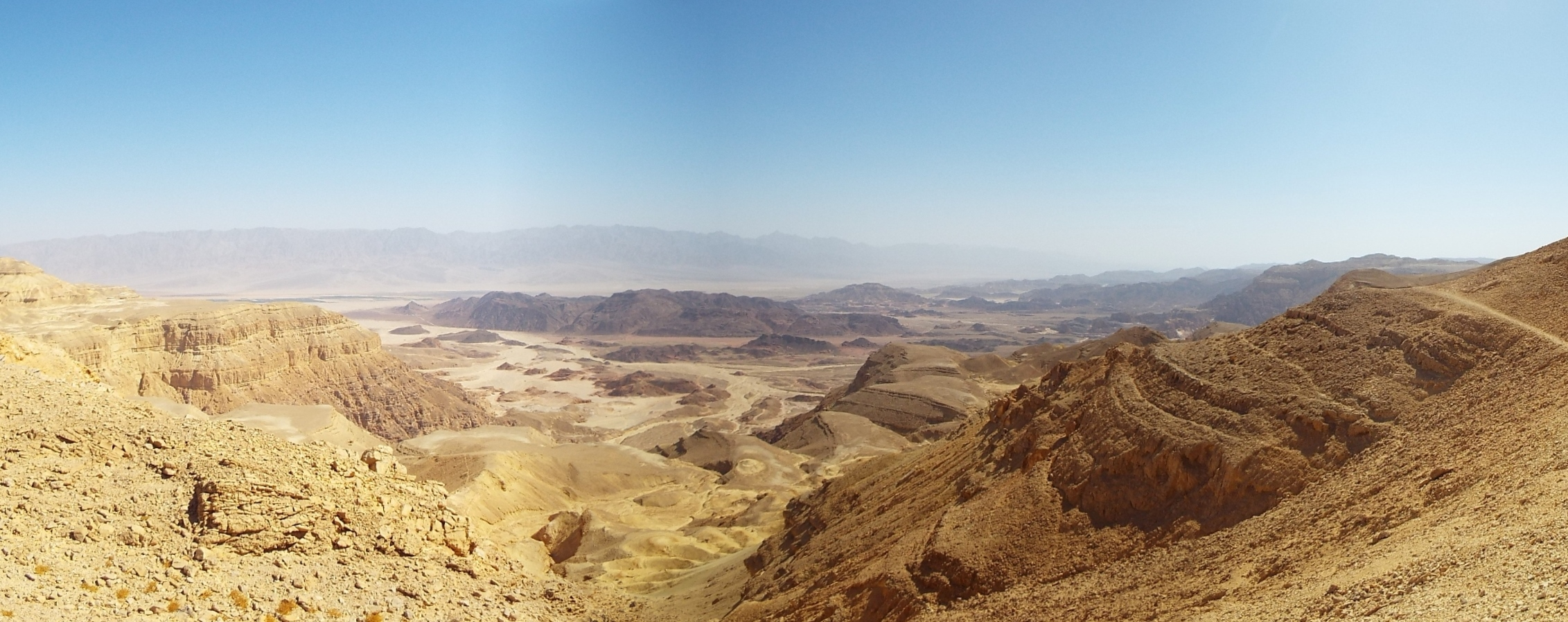
Vista panorâmica do Vale do Timna

Timna é um vale no Negueve, localizado a cerca de trinta quilômetros ao norte do Golfo de Acaba. A área é rica em minério de cobre e tem sido explorada desde o quinto milênio a.C.
Há controvérsia se suas minas estavam ativas durante o bíblico Reino unido de Israel e seu segundo governante, Salomão.